# 갈락토스 1-인산
갈락토스 1-인산(영어: galactose 1-phosphate)은 갈락토스가 포도당 1-인산으로 전환되는 과정의 중간생성물이다. 갈락토스 1-인산의 부적절한 대사는 갈락토스혈증의 특징이다. 갈락토스 1-인산은 갈락토키네이스에 의해 갈락토스로부터 생성된다.

## 같이 보기
- 갈락토스
- 갈락토스 1-인산 유리딜릴트랜스퍼레이스